# Philipp Veit

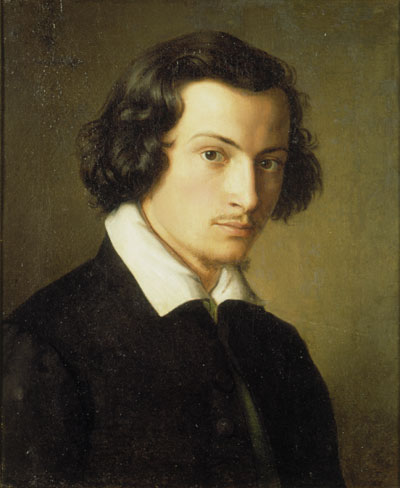
Philipp Veit, Selbstbildnis, 1816, Landesmuseum Mainz

Philipp Veit (* 13. Februar 1793 als Feibisch Veit in Berlin; † 18. Dezember 1877 in Mainz) war ein deutscher Maler, der der Richtung der Nazarener angehörte.

## Leben und Werk
Philipp Veit war ein Sohn des Bankiers Simon Veit und der ältesten Tochter Moses Mendelssohns, Brendel (später Dorothea Friederike). Nach der Scheidung der Eltern 1799 blieb Philipp Veit zunächst bei der Mutter und lebte mit ihr und ihrem neuen Ehemann Friedrich Schlegel in Jena, Paris und Köln, bevor er 1806 zum Vater nach Berlin zurückkehrte und dort seine Schulbildung beendete. Ab 1808 studierte Philipp Veit Malerei an der Kunst-Academie in Dresden. Zu seinen dortigen Lehrern gehörte Friedrich Matthäi, in dessen Ausbildung schon Veits älterer Bruder Jonas stand. Unter dem Einfluss seiner Mutter und Friedrich Schlegels konvertierte er gemeinsam mit seinem Bruder im Jahr 1810 zum katholischen Glauben.
Während der Freiheitskriege freundete er sich mit Joseph von Eichendorff und seinem Leutnant Friedrich de la Motte Fouqué an. 1814 nahm er seinen Abschied, malte ein Bild der Prinzessin Wilhelm, vollendete das Porträt der Gräfin Zichy und malte ein Bild für die Kirche von Heiligenstadt bei Wien, bevor er 1815 seinem Bruder nach Rom folgte, wo er sich den deutschen Romantikern des so genannten Lukasbunds anschloss. Hier beteiligte er sich mit Peter von Cornelius, Wilhelm von Schadow und Friedrich Overbeck an den Fresken der Casa Bartholdy, von denen er Joseph bei der Frau des Potiphar und die sieben fetten Jahre (jetzt in der Berliner Nationalgalerie) ausführte. In der Villa Massimo malte er Darstellungen aus Dantes „Göttlicher Komödie“ in Fresko.
1821 vermählte er sich mit der jungen Römerin Carolina Pulini (1807–1890). Sie war die Tochter des Bildhauers Gioacchino Pulini und dessen Ehefrau Benedetta, geborene Gürtler (1783–1824), bei denen Veit damals wohnte. Das Paar bekam fünf Kinder, Maria Dorothea Aloisia (1822–1897, ab 1844 Ehefrau des Malers Joseph Settegast), Maria Theresa (1824–1870, ab 1852 erste Ehefrau von Johann Claudius von Longard), Maria Franziska (1824–1912, ab 1871 zweite Ehefrau von Johann Claudius von Longard), Maria Benedicta (1828–1838) und Friedrich Anastasia Maria (1830–1878).
Im Auftrag des Naumburger Domherren Immanuel Christian Leberecht von Ampach entstand ab 1820 das Gemälde Christus auf dem Ölberg für den Christus-Zyklus im Naumburger Dom.
Andere Werke seiner römischen Zeit sind ein großes Altarbild der Himmelskönigin Maria (in Trinità dei Monti zu Rom) und der Triumph der Religion (im Vatikan). 1830 als Direktor des Städelschen Instituts nach Frankfurt am Main berufen, schuf er auch hier eine Reihe von kirchlichen Gemälden, welche zum großen Teil in Stich und Steindruck erschienen sind; so den heiligen Georg 1833 als Altarbild für die St.-Georgs-Kirche zu Bensheim, Simeon im Tempel, die beiden Marien am Grab (in der Berliner Nationalgalerie) und das große Freskogemälde im Städelschen Institut, welches die „Einführung des Christentums und der Künste“ in Deutschland zum Gegenstand hat, nebst den beiden Nebenbildern Italia und Germania. Die Werke, die er in Frankfurt angefertigt hat, wurden von Felix Mendelssohn Bartholdy als „einfach, schön und fromm“ gelobt, wobei er sie mit den Werken alter Meister vergleicht und Veit eine „aufrechte Künstlerseele“ nennt.
Später zog Veit auch antike Stoffe in den Bereich seiner Kunst. In dieser Hinsicht sind besonders das Deckengemälde im Städelschen Institut, das Wirken der ältesten hellenischen Bildner darstellend, und der Schild des Achilleus nach Homer (Federzeichnung, mit Gold, Städtisches Museum) hervorzuheben. Für den Kaisersaal im Römer malte er die Porträts Karls des Großen, Ottos I., Friedrichs II. und Heinrichs VII. 1843 gab er die Leitung des Städelschen Instituts auf und verlegte sein Atelier gemeinsam mit Schülern ins Deutschordenshaus nach Sachsenhausen, weil er als strenger Katholik sich durch den Ankauf des Gemäldes Jan Hus zu Konstanz von Carl Friedrich Lessing durch die Verwaltung des Städelschen Instituts gekränkt fühlte. Hier schuf er für den Frankfurter Dom ein großes Altarbild, die Himmelfahrt Mariä, und für den König von Preußen das Gleichnis vom barmherzigen Samariter, die Ägyptische Finsternis und ihre Schrecken und für die Chornische des projektierten Berliner Doms einen Entwurf zu einem Freskobild (jetzt in der Berliner Nationalgalerie). Als das Deutschordenshaus 1848 für eine Kaserne gebraucht wurde, zog er um in die Villa Metzler, in deren Erdgeschoss Gerhardt von Reutern ihn und andere Künstler zum Arbeiten einlud.
Im März 1848 hing ein großes Germania-Bild in der Paulskirche. Es hängt heute im Treppenhaus des Germanischen Nationalmuseums in Nürnberg. Oftmals wird es Veit zugeschrieben, möglicherweise war Veit aber nur ein Ideengeber.
1853 nahm Veit seinen Wohnsitz in Mainz, wo er Direktor der Gemäldesammlung wurde und unter anderem einen Zyklus von Gemälden für den Obergaden des Mainzer Doms komponierte, die von Joseph Anton Nikolaus Settegast, August Gustav Lasinsky und Th. Herrmann in Fresko ausgeführt wurden. Er starb am 18. Dezember 1877 und wurde auf dem Hauptfriedhof Mainz beigesetzt. Bis an sein Lebensende blieb er der strengen asketischen Richtung seiner Jugend treu, welche auch von seinem Schüler Eduard Jakob von Steinle fortgesetzt wurde.

## Galerie

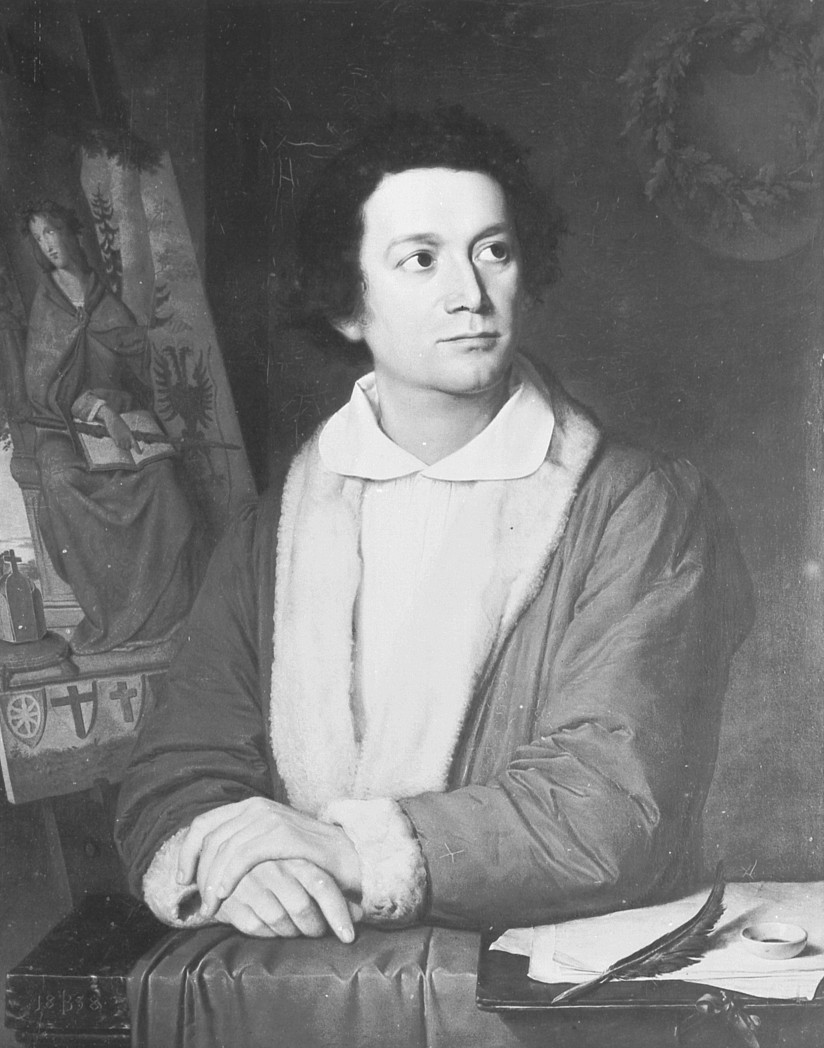
Philipp Veit, 1838 (Porträt von Joseph Binder)
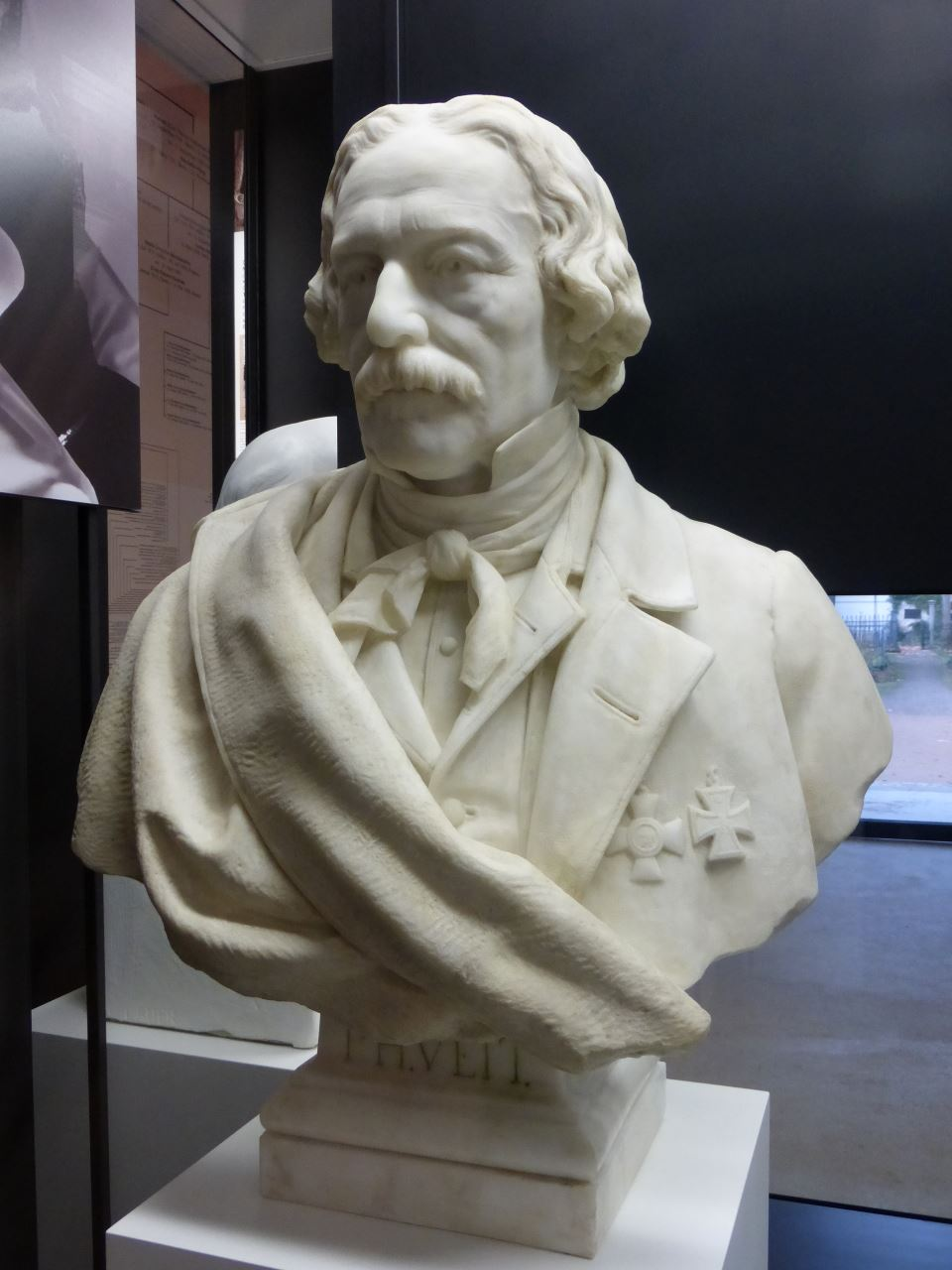
Gipsbüste von Philipp Veit in der Dauerausstellung über die Familie Mendelssohn auf dem Friedhof I der Dreifaltigkeitsgemeinde in Berlin-Kreuzberg
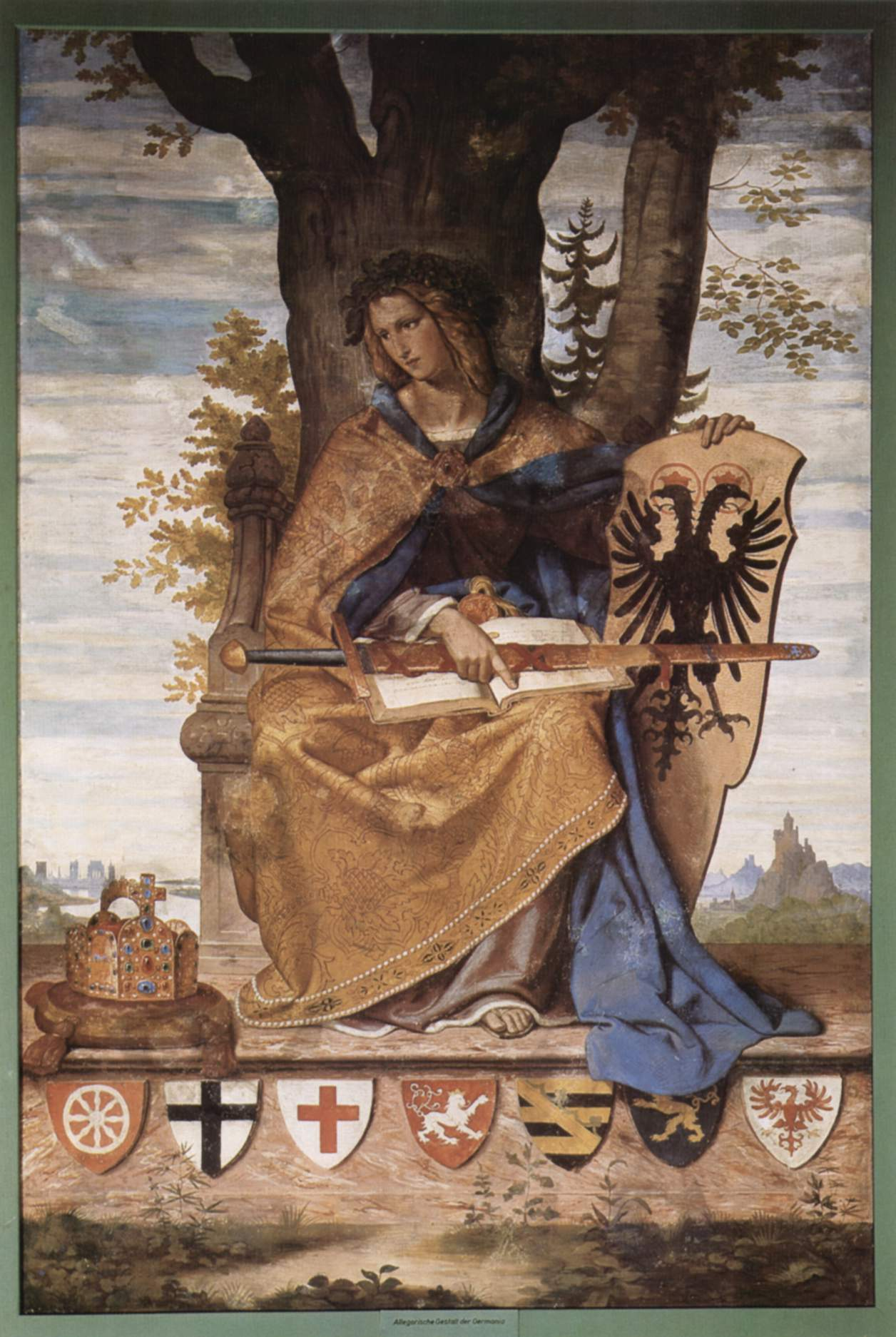
Allegorische Figur der Germania, 1834–1836
Porträt auf der Fassade der Frankfurter Bavaria
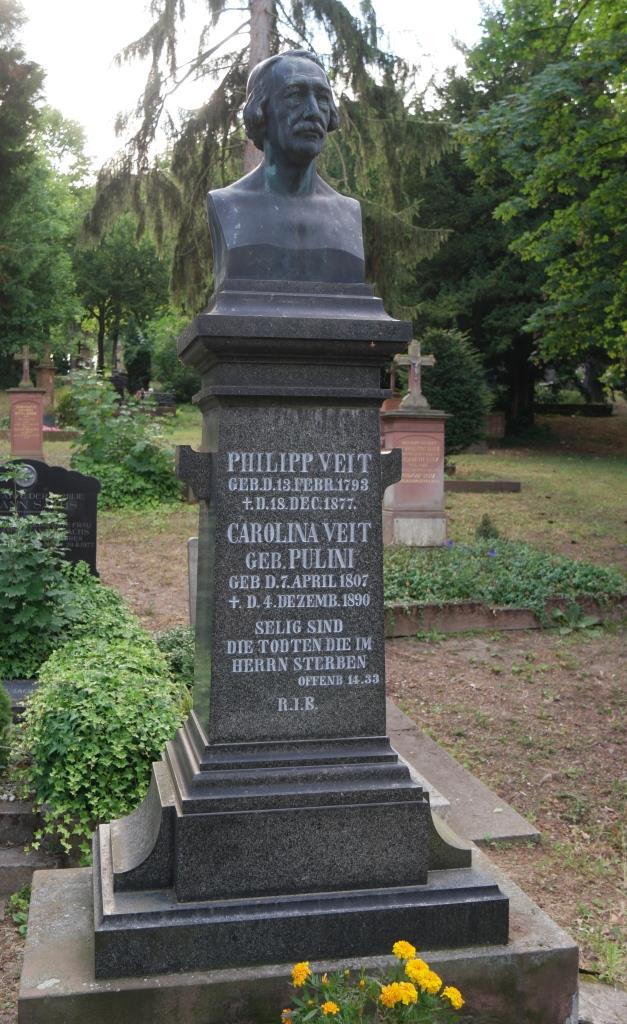
Grab von Philipp Veit auf dem Hauptfriedhof Mainz
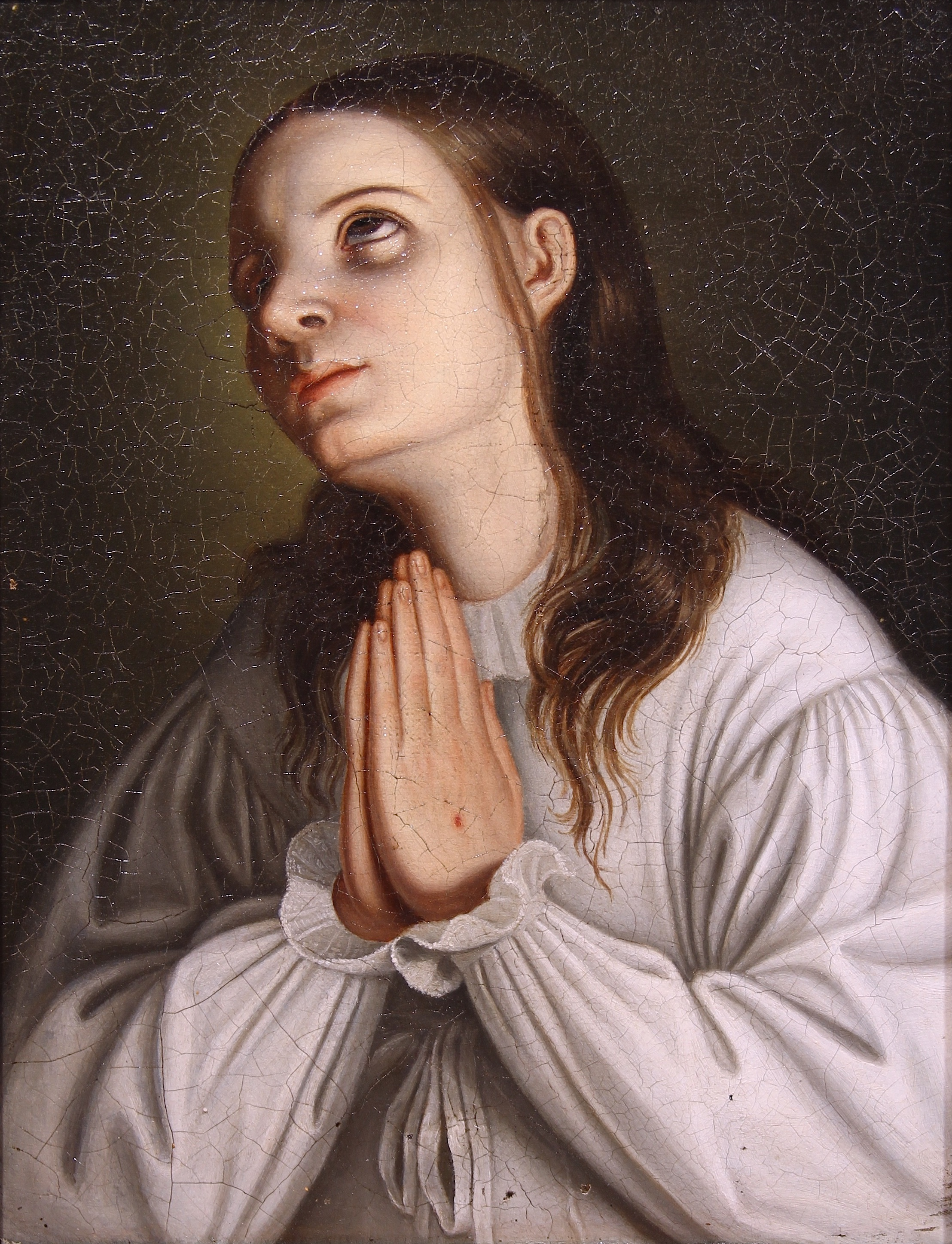
Maria von Mörl Gemälde von Philipp Veit
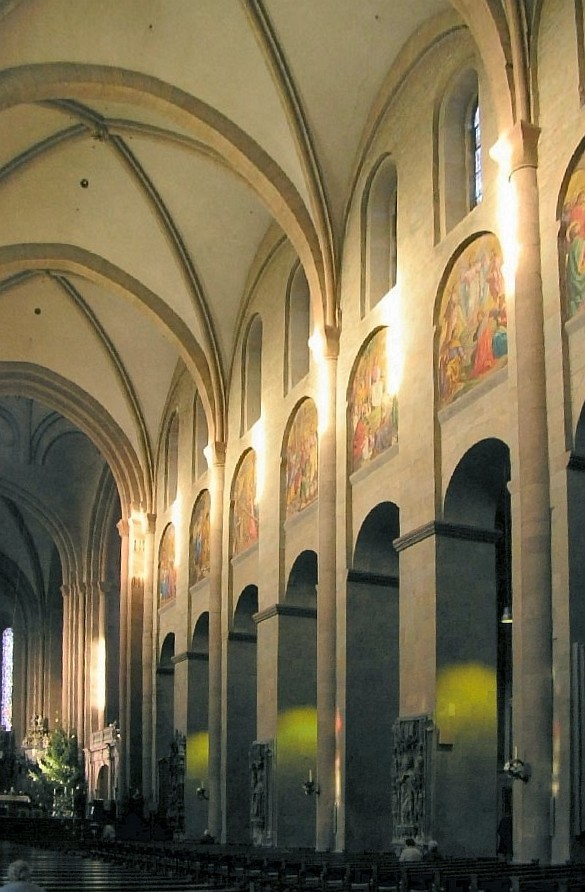
Zyklus von Gemälden im Mainzer Dom